# رود چوخراک
رود چوخراک (انگلیسی: Chokhrak) یک رودخانه در استان آدیغیه کشور روسیه است.